# Sport Lisboa e Benfica (baloncesto)

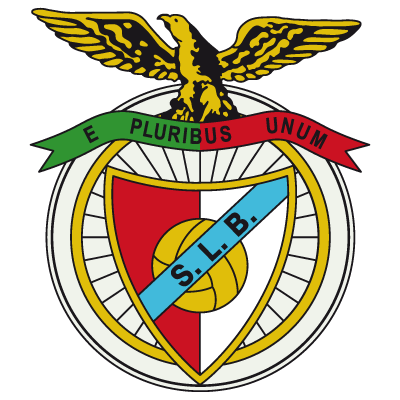
Antiguo emblema del Benfica (1930)

El Sport Lisboa e Benfica es un equipo de baloncesto portugués, con sede en la ciudad de Lisboa, que compite en la LPB, la máxima competición de su país y en la tercera competición europea, la Basketball Champions League. Disputa sus encuentros en el Pavilhão Fidelidade, con capacidad para 2400 espectadores. Es la sección de baloncesto del Sport Lisboa e Benfica. Es el equipo portugués más laureado.

## Historia
Fundado en 1927, juegan en la Liga Portuguesa de Basquetebol (LPB), aunque en junio de 2007, el equipo decidió dejar la liga profesional superior, entonces conocido como LCB, y unirse a la Proliga, una liga organizada por la Federação Portuguesa de Basquetebol. A partir de 2008, el Benfica volvió a la LPB después de que la federación portuguesa se hiciera cargo de las riendas de la competición.
Es el equipo con más títulos nacionales, ostenta el récord de más campeonatos, copas, copas de la liga, Supercopas y otras competiciones nacionales, con un total de 78 títulos. También es el equipo portugués que llegó más lejos en el campeonato de clubes de baloncesto europeo, ahora conocida como la Euroliga.
Algunos de sus momentos más memorables fueron cuando ganaron los enfrentamientos contra clubes europeos que han ganado la Euroliga, como Virtus Bolonia, Real Madrid (baloncesto), Pallacanestro Cantù, KK Cibona, Club Joventut de Badalona, Panathinaikos B.C., KK Partizan o el PBC CSKA Moscú. A pesar de que el baloncesto no es tan popular entre la población como el fútbol, en Benfica también disfrutaron de una rivalidad importante con el FC Porto hasta 2012.
Junto con sus varios equipos juveniles que juegan en sus respectivos campeonatos de primera división, el Benfica también tiene un equipo de baloncesto de desarrollo, Benfica B, que juega en la Proliga, el segundo nivel más alto en el baloncesto portugués, después de la LPB, en el que el equipo principal compite.

## Posiciones en liga
- 2008 - (1-ProLiga)
- 2009 - (1-UZO Liga) (Campeón)
- 2010 - (1-LPB) (Campeón)
- 2011 - (2)
- 2012 - (2) (Campeón)
- 2013 - (1) (Campeón)
- 2014 - (1) (Campeón)
- 2015 - (1) (Campeón)
- 2016 - (1)
- 2017 - (2) (Campeón)
- 2018 - (2)
- 2019 - (2)
- 2020 - (2)
- 2021 - (4)
- 2022 - (1) (Campeón)

## Resultados en Competición Europea
| Temporada | Competición                    | Ronda                             | Rival                  | Resultado                     |
| --------- | ------------------------------ | --------------------------------- | ---------------------- | ----------------------------- |
| 1961–62   | FIBA European Champions Cup    | Ronda clasificatoria              | Pallacanestro Varese   | 49–73 (H) 101–48 (A)          |
| 1962–63   | FIBA European Champions Cup    | Ronda clasificatoria              | Real Madrid            | 61–97 (H) 110–47 (A)          |
| 1963–64   | FIBA European Champions Cup    | Ronda clasificatoria              |                        |                               |
| 1963–64   | FIBA European Champions Cup    | Primera ronda                     | Legia Warsaw           | Se retiró                     |
| 1965–66   | FIBA European Champions Cup    | Ronda clasificatoria              | Wydad Casablanca       | 53–54 (A) 76–77 (H) 61–63 (N) |
| 1966–67   | FIBA European Cup Winner's Cup | Ronda clasificatoria              | Joventut Badalona      | 107–38 (A) 57–118 (H)         |
| 1970–71   | FIBA European Champions Cup    | Ronda clasificatoria              | Budapest Honvéd SE     | 67–112 (H) 118–66 (A)         |
| 1972–73   | FIBA European Cup Winner's Cup | Primera ronda clasificatoria      | Sutton Basket          | 76–77 (A) 77–71 (H)           |
| 1972–73   | FIBA European Cup Winner's Cup | Segunda ronda clasificatoria      | Antwerp BC             | 86–83 (H) 120–80 (A)          |
| 1973–74   | FIBA European Cup Winner's Cup | Segunda ronda clasificatoria      | Estudiantes Madrid     | 91–75 (H) 93–61 (A)           |
| 1981–82   | FIBA European Cup Winner's Cup | Primera ronda clasificatoria      | BBK Gent               | 81–83 (H) 101–81 (A)          |
| 1986–87   | FIBA European Champions Cup    | Ronda clasificatoria              | Manchester United      | 91–67 (A) 87–79 (H)           |
| 1987–88   | FIBA European Champions Cup    | Ronda clasificatoria              | BBC Sparta Bertrange   | 122–77 (H) 84–108 (A)         |
| 1987–88   | FIBA European Champions Cup    | Primera ronda                     | Maccabi Tel Aviv       | 111–86 (A) 79–81 (H)          |
| 1988–89   | Copa Korać                     | Ronda clasificatoria              | Antwerp Giants         | 83–75 (A) 95–88 (H)           |
| 1989–90   | FIBA European Champions Cup    | Ronda clasificatoria              | Olimpia Milano         | 99–112 (H) 92–73 (A)          |
| 1990–91   | FIBA European Champions Cup    | Ronda clasificatoria              | Bayer Leverkusen       | 87–85 (H) 110–74 (A)          |
| 1991–92   | FIBA European League           | Ronda preliminar II               | Olympique Antibes      | 89–76 (H) 88–74 (A)           |
| 1991–92   | FIBA European Cup              | Ronda preliminar III              | Szolnoki Olaj          | 100–79 (H) 75–84 (A)          |
| 1991–92   | FIBA European Cup              | Semifinal Ronda Grupo B           | Union Olimpija         | 91–88 (A) 47–84 (H)           |
| 1991–92   | FIBA European Cup              | Semifinal Ronda Grupo B           | Panionios              | 89–77 (A) 88–76 (H)           |
| 1991–92   | FIBA European Cup              | Semifinal Ronda Grupo B           | Hapoel Galil Elyon     | 79–74 (H) 78–95 (A)           |
| 1991–92   | FIBA European Cup              | Semifinal Ronda Grupo B           | Real Madrid            | 75–78 (H) 102–79 (A)          |
| 1991–92   | FIBA European Cup              | Semifinal Ronda Grupo B           | Pau-Orthez             | 89–80 (A) 79–90 (H)           |
| 1992–93   | FIBA European League           | Ronda preliminar I                | Etzella Ettelbruck     | 72–113 (A) 105–58 (H)         |
| 1992–93   | FIBA European League           | Ronda preliminar II               | Maccabi Tel Aviv       | 75–89 (H) 100–81 (A)          |
| 1992–93   | FIBA European Cup              | Ronda Preliminar III              | CSKA Sofia             | 111–83 (H) 80–84 (A)          |
| 1992–93   | FIBA European Cup              | Semifinal Ronda Grupo B           | Cholet Basket          | 82–98 (A) 84–73 (H)           |
| 1992–93   | FIBA European Cup              | Semifinal Ronda Grupo B           | Split                  | 60–70 (H) 79–56 (A)           |
| 1992–93   | FIBA European Cup              | Semifinal Ronda Grupo B           | Aris                   | 67–75 (H) 83–72 (A)           |
| 1992–93   | FIBA European Cup              | Semifinal Ronda Grupo B           | Budivelnyk             | 79–77 (A) 88–75 (H)           |
| 1992–93   | FIBA European Cup              | Semifinal Ronda Grupo B           | Hapoel Galil Elyon     | 74–93 (A) 73–80 (H)           |
| 1993–94   | FIBA European League           | Ronda preliminar I                | Hapoel Tel Aviv        | 83–75 (A) 87–67 (H)           |
| 1993–94   | FIBA European League           | Ronda preliminar II               | Union Olimpija         | 87–63 (H) 91–76 (A)           |
| 1993–94   | FIBA European League           | Semifinal Ronda Grupo B           | Panathinaikos          | 83–73 (A) 69–76 (H)           |
| 1993–94   | FIBA European League           | Semifinal Ronda Grupo B           | Anadolu Efes           | 61–77 (H) 80–67 (A)           |
| 1993–94   | FIBA European League           | Semifinal Ronda Grupo B           | Pallacanestro Cantù    | 75–64 (A) 83–64 (H)           |
| 1993–94   | FIBA European League           | Semifinal Ronda Grupo B           | Virtus Bologna         | 102–90 (H) 97–57 (A)          |
| 1993–94   | FIBA European League           | Semifinal Ronda Grupo B           | Cibona                 | 67–66 (H) 75–63 (A)           |
| 1993–94   | FIBA European League           | Semifinal Ronda Grupo B           | Joventut Badalona      | 76–79 (A) 78–89 (H)           |
| 1993–94   | FIBA European League           | Semifinal Ronda Grupo B           | Pau-Orthez             | 72–80 (A) 72–74 (H)           |
| 1994–95   | FIBA European League           | Ronda preliminar II               | Budapest Honvéd SE     | 85–94 (A) 96–89 (H)           |
| 1994–95   | FIBA European League           | Semifinal Ronda Grupo A           | CSKA Moscow            | 103–61 (A) 102–80 (H)         |
| 1994–95   | FIBA European League           | Semifinal Ronda Grupo A           | Union Olimpija         | 81–84 (H) 64–56 (A)           |
| 1994–95   | FIBA European League           | Semifinal Ronda Grupo A           | PAOK                   | 74–68 (A) 77–75 (H)           |
| 1994–95   | FIBA European League           | Semifinal Ronda Grupo A           | Panathinaikos          | 49–67 (H) 80–60 (A)           |
| 1994–95   | FIBA European League           | Semifinal Ronda Grupo A           | Real Madrid            | 70–54 (A) 62–66 (H)           |
| 1994–95   | FIBA European League           | Semifinal Ronda Grupo A           | Victoria Pesaro        | 88–75 (A) 69–88 (H)           |
| 1994–95   | FIBA European League           | Semifinal Ronda Grupo A           | Maccabi Tel Aviv       | 81–90 (H) 86–75 (A)           |
| 1995–96   | FIBA European League           | Ronda preliminar II               | Partizan Belgrade      | 64–64 (A) 112–95 (H)          |
| 1995–96   | FIBA European League           | Semifinal ronda Grupo B           | Cibona                 | 65–79 (H) 64–59 (A)           |
| 1995–96   | FIBA European League           | Semifinal ronda Grupo B           | Pau-Orthez             | 76–61 (A) 99–90 (H)           |
| 1995–96   | FIBA European League           | Semifinal ronda Grupo B           | Maccabi Tel Aviv       | 74–66 (A) 82–94 (H)           |
| 1995–96   | FIBA European League           | Semifinal ronda Grupo B           | Virtus Bologna         | 83–85 (H) 97–81 (A)           |
| 1995–96   | FIBA European League           | Semifinal ronda Grupo B           | Panathinaikos          | 67–51 (A) 96–87 (H)           |
| 1995–96   | FIBA European League           | Semifinal ronda Grupo B           | Real Madrid            | 73–78 (H) 86–81 (A)           |
| 1995–96   | FIBA European League           | Semifinal ronda Grupo B           | Barcelona              | 55–76 (H) 106–94 (A)          |
| 1996–97   | FIBA EuroCup                   | Grupo C                           | Spartak Pleven         | 111–98 (A) 95–75 (H)          |
| 1996–97   | FIBA EuroCup                   | Grupo C                           | ratiopharm Ulm         | 91–81 (H) 82–69 (A)           |
| 1996–97   | FIBA EuroCup                   | Grupo C                           | Hapoel Galil Elyon     | 78–64 (H) 92–85 (A)           |
| 1996–97   | FIBA EuroCup                   | Grupo C                           | Real Madrid            | 59–60 (A) 73–76 (H)           |
| 1996–97   | FIBA EuroCup                   | Grupo C                           | MZT Skopje             | 77–75 (H) 75–73 (A)           |
| 1996–97   | FIBA EuroCup                   | Last 16                           | Paris Racing           | 63–81 (H) 80–86 (A)           |
| 1997–98   | Copa Korać                     | Ronda preliminar adicional        | Fribourg Olympic       | 66–67 (H) 63–78 (A)           |
| 1997–98   | Copa Korać                     | Grupo F                           | Den Helder Seals       | 80–56 (H) 63–76 (A)           |
| 1997–98   | Copa Korać                     | Grupo F                           | Montpellier            | 86–78 (A) 75–76 (H)           |
| 1997–98   | Copa Korać                     | Grupo F                           | Brose Baskets          | 93–95 (H) 89–77 (A)           |
| 1998–99   | Copa Korać                     | Ronda preliminar adicional        | SAV Vacallo Basket     | 80–74 (H) 72–84 (A)           |
| 1998–99   | Copa Korać                     | Grupo H                           | Maccabi Rishon         | 93–99 (H) 74–77 (A)           |
| 1998–99   | Copa Korać                     | Grupo H                           | Les Mans Sarthe        | 72–78 (H) 78–65 (A)           |
| 1998–99   | Copa Korać                     | Grupo H                           | Brose Baskets          | 70–59 (A) 63–69 (H)           |
| 2004–05   | ULEB Cup                       | Grupo G                           | Baskets Bonn           | 71–74 (H) 80–62 (A)           |
| 2004–05   | ULEB Cup                       | Grupo G                           | WKS Śląsk Wrocław      | 85–83 (A) 60–70 (H)           |
| 2004–05   | ULEB Cup                       | Grupo G                           | Lietuvos rytas         | 74–49 (A) 57–59 (H)           |
| 2004–05   | ULEB Cup                       | Grupo G                           | Red Star Belgrade      | 66–106 (H) 83–69 (A)          |
| 2004–05   | ULEB Cup                       | Grupo G                           | Pompea Napoli          | 87–82 (A) 67–104 (H)          |
| 2010–11   | EuroChallenge                  | EuroChallenge Roda Clasificatoria | Ferro-ZNTU Zaporozhye  | 105–105 (H) 72–77 (A)         |
| 2010–11   | EuroChallenge                  | Grupo C                           | Lukoil Academic        | 92–71 (A) 86–79 (H)           |
| 2010–11   | EuroChallenge                  | Grupo C                           | Lugano Tigers          | 89–84 (H) 74–52 (A)           |
| 2010–11   | EuroChallenge                  | Grupo C                           | Tartu Ülikool          | 80–74 (H) 80–64 (A)           |
| 2010–11   | EuroChallenge                  | Last 16 Grupo K                   | Ventspils              | 100–65 (A) 71–74 (H)          |
| 2010–11   | EuroChallenge                  | Last 16 Grupo K                   | Gravelines-Dunkerque   | 64–67 (H) 91–82 (A)           |
| 2010–11   | EuroChallenge                  | Last 16 Grupo K                   | Norrköping Dolphins    | 83–75 (H) 80–74 (A)           |
| 2014–15   | EuroChallenge                  | Grupo E                           | Belfius Mons-Hinault   | 69–79 (H) 92–63 (A)           |
| 2014–15   | EuroChallenge                  | Grupo E                           | JSF Nanterre           | 80–68 (A) 86–96 (H)           |
| 2014–15   | EuroChallenge                  | Grupo E                           | Kataja Basket          | 90–93 (A) 107–82 (H)          |
| 2015–16   | FIBA Europe Cup                | Grupo B                           | Cibona Zagreb          | 79–83 (H) 74–66 (A)           |
| 2015–16   | FIBA Europe Cup                | Grupo B                           | Soproni KC             | 65–78 (A) 91–62 (H)           |
| 2015–16   | FIBA Europe Cup                | Grupo B                           | Port of Antwerp Giants | 84–76 (A) 77–79 (H)           |

## Palmarés
- LPB
  - Campeón (28): 1940, 1946, 1947, 1961, 1962, 1963, 1964, 1965, 1970, 1975, 1985, 1986, 1987, 1989, 1990, 1991, 1992, 1993, 1994, 1995, 2009, 2010, 2012, 2013, 2014, 2015, 2017, 2021, 2022
  - Subcampeón (5): 1988, 1996, 2011, 2016, 2019

- Copa de Portugal
  - Campeón (22): 1946, 1947, 1961, 1964, 1965, 1966, 1968, 1969, 1970, 1972, 1973, 1974, 1981, 1992, 1993, 1994, 1995, 1996, 2014, 2015, 2016, 2017
  - Subcampeón (15): 1948, 1959, 1960, 1963, 1975, 1983, 1985, 1987, 1988, 1990, 1998, 2006, 2013, 2018, 2022

- Copa de la Liga
  - Campeón (12): 1990, 1991, 1993, 1994, 1995, 1996, 2011, 2013, 2014, 2015, 2017, 2018
  - Subcampeón (6): 1997, 2001, 2007, 2016, 2019, 2020

- Supercopa de Portugal
  - Campeón (14): 1985, 1989, 1991, 1994, 1995, 1996, 1998, 2009, 2010, 2012, 2013, 2014, 2015, 2017
  - Subcampeón (6): 1986, 1988, 1990, 1992, 1993, 2016

- Troféu António Pratas
  - Campeón (5): 2009, 2012, 2013, 2015, 2016
  - Subcampeón (1): 2010

- Torneio dos Campeões
  - Campeón (1): 2007

- Troféu António Pratas Proliga
  - Campeón (1): 2007-08

- Supertaça da Lusofonia
  - Campeón (1): 2010

## Jugadores destacados
| - David Dias - Edson Ferreira - Miguel Gonzaga - José Carlos Guimarães - Joaquim Xavier - Mark Dean - Oscar Darwin Carter - Aldevino Lima - Luisao Silva - José Miguel Antúnez - Joaquín Arcega - Juan Barros - José Blanco - Jerónimo Bucero - Daniel Cerezo - Salvador Díez - José Luis Guerrero - Tomás Jofresa - Javier Simón - Martin Lattibeaudiere - Bruno Medina - Francisco Rodrigues - Torgeir Bryn - Tomás Barroso - Pedro Belo | - Artur Castela - Cristovao Cordeiro - Mário Fernandes - João Figueiredo - Cláudio Fonseca - Diogo Carreira - Fabio Lima - Carlos Lisboa - Miguel Minhava - João Manuel - Pedro Miguel - Rui Quintino - Sergio Antunes Selores Ramos - João Ribeiro - Candido Sa - João Santos - Luís Silva - João Soares - João Carlos Soares - Antonio Tavares - Henrique Vieira - Mekeli Wesley - Maleye N'Doye - Sasa Ocokoljic - Ognen Vukicevic | - Josh Almanson - Corey Benjamin - Raheim Brown - Geno Carlisle - Marquin Chandler - Raleigh Choice - Kenneth Conley - Bryan Crabtree - Ben Davis - Nick DeWitz - Seth Doliboa - LaceDarius Dunn - Raphael Edwards - Jamal Faulkner - Ricky Franklin - Will Frisby - Michael Gómez - Bakari Hendrix - Cordell Henry - Ricardo Hill - Bruce Holland - Gregory Jenkins - Ashante Johnson - Steve Logan - David Lucas | - Curtis McCants - Karlton Mims - Doug Mouse - Tyray Pearson - Ben Reed - Brian Rewers - Jerome Robinson - Brooks Sales - Ted Scott - Ronald Slay - Patrick Sparks - Jarrett Stephens - Jobey Thomas - Louis Truscott - Leroy Watkins - Jamie Watson - David Weaver - Tyson Wheeler - Michael Williams - Kwenda Almeida - Jean-Jacques Conceição - Francisco Jordao - Antonio Monteiro - João Gallina - Flavio Nascimiento | - Elvis Évora - João Gomes "Betinho" - Rodrigo Mascarenhas - Abdel Aziz Moussa - Nuno Sousa - Danilson Vieira - Klemensas Patiejunas - Ricardo Rodrigues - Simon Ogunlesi - Giovanni Solamao - Fabio Ribeiro - Ekjersey Viana - Michael Nurse - Mark Acres - Marcus Norris - Kevin Vulin - Arnette Hallman - Brendon Pocock - Richard Aigner - Jonathan Garavaglia - Sheiku Kabba - Heshimu Evans - Mike Plowden - Steve Rocha - Ian Stanback |